# Chiacchiere sul Nilo
Chiacchiere sul Nilo (in arabo ثرثرة فوق النيل, Tharthara fawq al-Nīl) è un romanzo dello scrittore egiziano Nagib Mahfuz del 1966.

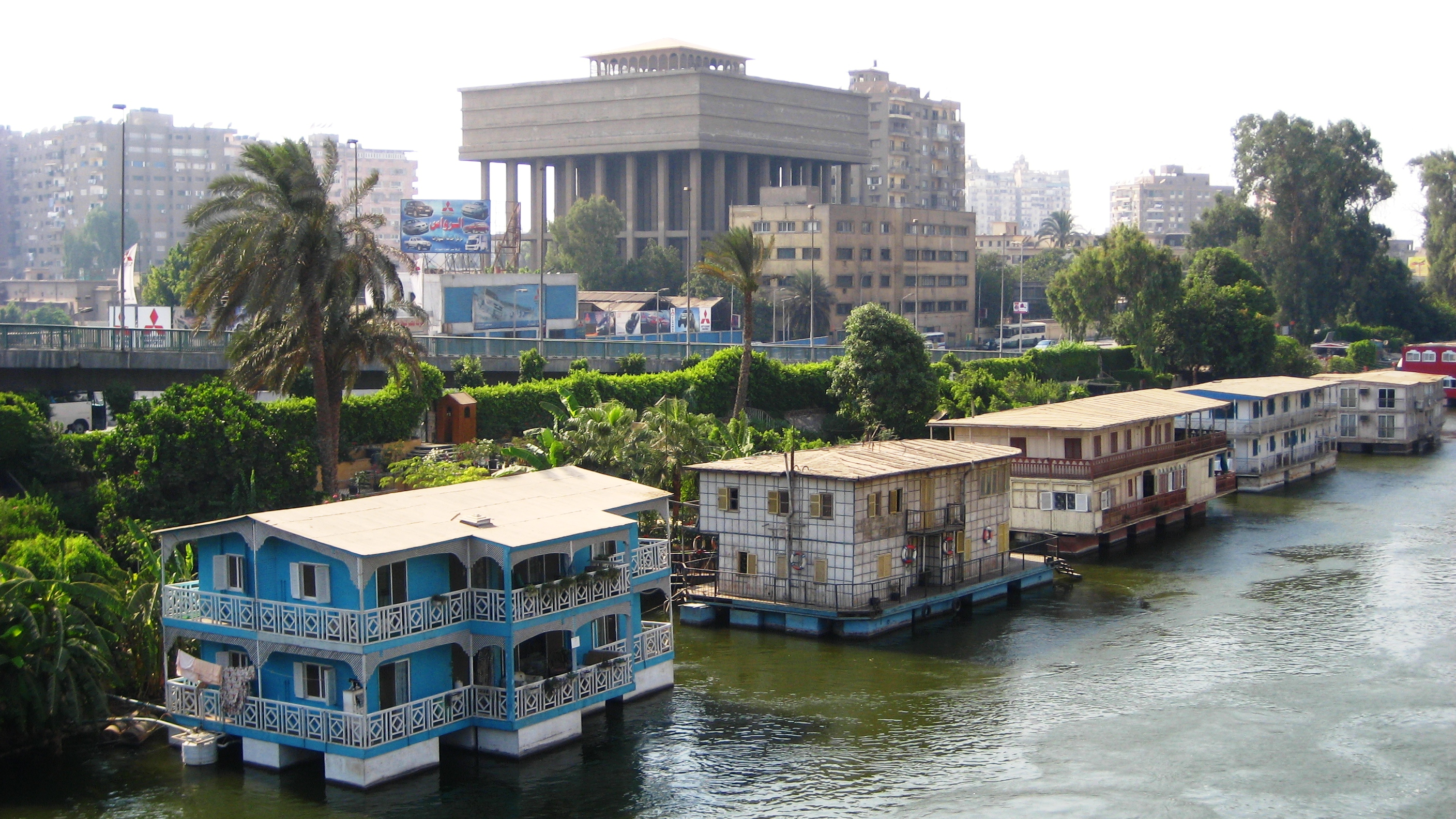
Case galleggianti (Awwamah) sulla sponda del Nilo

## Trama
Ogni sera su una awwamah, casa galleggiante ancorata su una sponda del Nilo, si ritrovano sei amici che, alla fine della giornata, si lasciano alle spalle le loro mediocri esistenze per intrattenersi in riflessioni e discorsi il più delle volte banali ed ipocriti. L'elemento che li lega è l'hashish che tutti fumano passandosi a turno la gozah, la pipa ad acqua, nonostante i divieti ed i controlli della polizia cairota. Il barcone è di Anis Zaki, un modesto impiegato che sembra vivere solo per il fumo, forse ancora tormentato dal ricordo della moglie e del figlio morti anni prima tragicamente. Ali Sayyed è un critico teatrale bigamo, uomo insulso ed ipocrita che ha una strana relazione con Saniya Kamil, divorziata con figli. L'avvocato Mustafa Rashid, cinico ed affascinante, spera di ritrovare se stesso in meditazioni alla ricerca dell'Assoluto aiutandosi col fumo. Ahmad Nasr è un impiegato statale devoto alla moglie e alla figlia, forse il più equilibrato del gruppo. Khaled Azuz, economicamente benestante e mediocre scrittore, vive con Layla Zaidan, bionda traduttrice del ministero, donna vuota e inconcludente. L'ultimo del gruppo è Rigab al-Qadi, attore di bell'aspetto, donnaiolo e pieno di vitalità che si accompagna con Sana al Rashidi, una studentessa affascinata dal suo modo di essere. A turbare le serate arriva Samara, giovane giornalista che si sente superiore al gruppo, si rifiuta di fumare e chiacchiera solo con lo scopo di trarre spunti per una sua opera teatrale. L'esistenza di tutti loro sarà sconvolta una sera da un tragico incidente che causerà la morte di uno sconosciuto, investito durante una scorribanda in auto; riportandoli alla realtà questo evento scatenerà rancori e violenze rompendo per sempre la loro amicizia.

## Edizioni
- Nagib Mahfuz, Chiacchiere sul Nilo, Tullio Pironti, 1994, ISBN 88-7937-125-8.